# Нубія

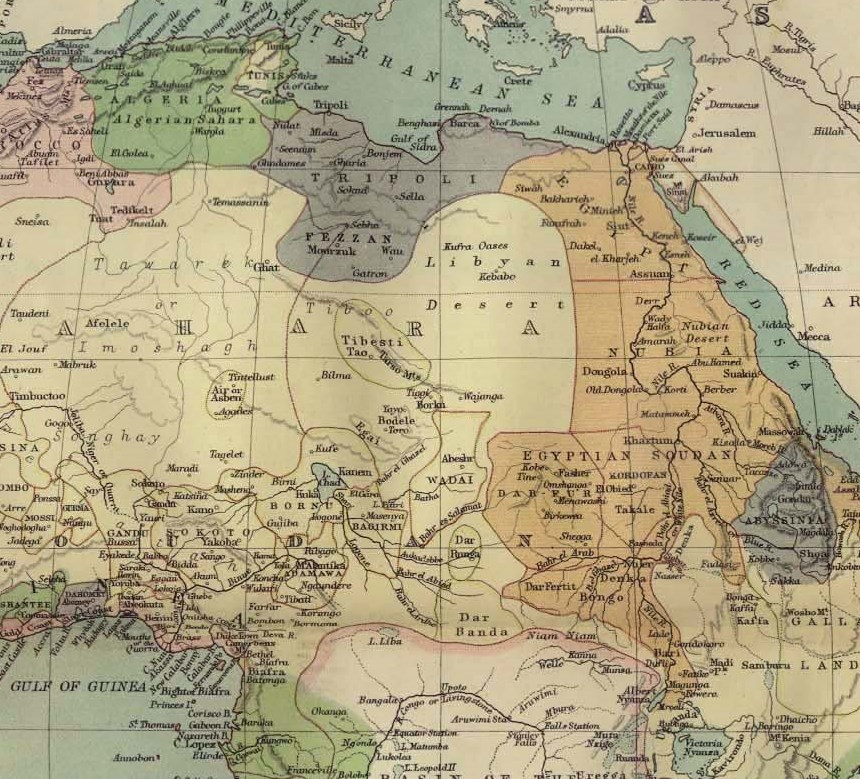
Нубія на карті Африки 1885 р.

18°57′03″ пн. ш. 32°15′21″ сх. д. / 18.9508° пн. ш. 32.2558° сх. д.
Нубія — історична область в долині Нілу, між першим і шостим порогами, тобто північніше суданської столиці Хартума і на південь від Асуана в Єгипті. Назва, можливо, походить від давньоєгипетського слова nub (золото). У давнину на території Нубії послідовно існували різні культури і держави. Столицею царства в той час було місто Мерое. У VII—XIV століттях тут знаходилося декілька християнських держав нубійців. Потім Нубія була ісламізована і частково заселена арабськими племенами. Нубія була джерелом рабів і природних багатств (золота і слонової кістки).
Сучасні нубійці говорять двома спорідненими мовами нубійської гілки східносуданської надсім'ї — нобін (нащадок старонубійської) і кенузі-донгола, а частина — тільки арабською.

## Релігія

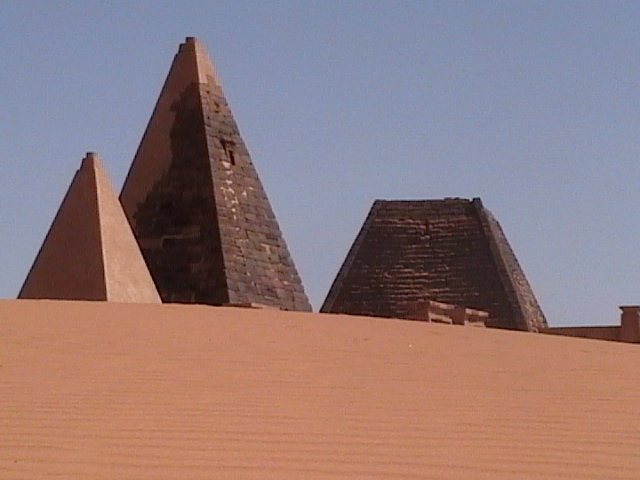
Піраміди поблизу Мерое

Після християнізації в VI ст. церква в Нубії, як і Ефіопська церква, відчувала культурний і релігійний вплив Єгипту. Два північні царства регіону — Нобатія і Мукурра, зі столицею в місті Донгола (на початку VIII ст. вони були об'єднані під єдиним правлінням) — і південне Нубійське царство Алуа незабаром після свого звернення приєдналися до монофізитського табору. Цікаво, що у нубійців не було єдиної національної свідомості: це були три окремі царства, а їх мешканці ніколи не говорили про себе як про єдиний нубійський народ.
У результаті арабських завоювань Нубія виявилася відрізаною від всіх контактів з Візантією і взагалі з усім християнським світом. І тим не менше їй протягом довгих століть вдавалося стримувати ісламський наступ і зберігати своє християнство і свою політичну незалежність. Нубія залишалася християнським регіоном до самого кінця середньовіччя.
Нубійська церква керувалася коптською Єгипетською церквою. Всі єпископи призначалися безпосередньо каїрським патріархом і були відповідальні лише перед ним. Церква в Нубії не була організована як автокефальне або навіть автономне національне утворення: вона розглядалася як частина Коптської церкви. У результаті через цей каїрський контроль Нубійська церква не змогла розвинути в народі почуття етнічної солідарності, яке, як правило, було вирішальним фактором для виживання автокефальних національних церков. Коли Нубійське християнство зіштовхнулося з змінами політичної та соціальної структури, така необхідна організаційна єдність не змогла втілитися в життя. Іншим важливим чинником, що сприяв повільному вмиранню і в кінцевому підсумку зникненню християнства на південь від Асуана, була відсутність у Нубійської Церкви можливості для підтримки постійних контактів з християнським світом за своїми кордонами.
Хоча Нубійська церква підпорядковувалася Каїру, коптська мова не стала її головною богослужбовою мовою. Цікаво, що Нубійська євхаристія (злегка перероблена версія літургії св. Марка) до XII ст. служилась на грецькій мові. Але паралельно, починаючи з IX ст., почала вживатися старонубійська мова. Чернецтво, яке в Єгипетській церкві відігравало важливу роль, в Нубії було вельми маловідомим феноменом: археологічні розкопки виявили лише малу жменьку монастирів у всій величезній країні. Це теж було показником певної слабкості Нубійської церкви.
Головним чинником у ісламізації Нубії став процес скуповування родючих земель на півночі країни єгипетськими арабами, що врешті-решт призвело до фактичної незалежності цих земель від центральної влади. Поступово арабські мусульманські поселення просувалися на південь.
У 1323 р. правитель Макура, найбільшого з нубійських царств, прийняв іслам. Поступово населення пішло за своїм правителем. Алуа залишалася християнською державою до початку XVI ст. Саме в цьому столітті вся Нубія перейшла під контроль ісламських правителів, і давнє царство стало невід'ємною частиною арабського і ісламського світу.